# Kitrea
Kitrea (gr.: Κυθρέα, tur.: Değirmenlik) – miasto i jedna z gmin (gr.: Δήμος) dystryktu Nikozja. Populacja wynosi 11700 mieszkańców (2006).
Gmina administrowana de facto przez Cypr Północny.